# Falling Slowly
Falling Slowly é uma música dos gêneros indie folk e rock indie que foi escrita, composta e executada por Glen Hansard e Markéta Irglová. A música foi apresentada na trilha sonora do filme musical irlandês de 2007 Once, estrelado por Hansard e Irglová, e pelo qual ganhou o Oscar de Melhor Canção Original no 80º Oscar. A música também foi gravada pela banda de Hansard, The Frames.

## História
A música foi escrita e composta enquanto o Once estava em produção. O diretor e roteirista do filme, John Carney, desenvolveu o roteiro das músicas que Hansard e Irglová haviam lhe proporcionado. No filme, a dupla toca a música na loja de música de Walton em Dublin, com Hansard na guitarra e Irglová no piano. O casal se apresentou em shows em vários locais europeus durante os próximos dois anos. As versões apareceram em 2006 em dois álbuns: The Cost, que a banda de Hansard, The Frames, gravou e lançou, e The Swell Season, um álbum em que Hansard e Irglová colaboraram.

## Parada musical
A música alcançou o 16º lugar no Irish Singles Chart quando The Frames a lançou pela primeira vez. A versão de Glen Hansard e Markéta Irglová chegou ao 28º lugar em dezembro de 2007, antes de chegar ao segundo lugar em março de 2008, após a vitória no Oscar da música. Vendeu 944.000 downloads digitais nos Estados Unidos.

## Prêmios
"Falling Slowly" foi indicado ao Grammy de 2008, como Melhor Canção escrita para filmes, televisão ou outras mídias visuais; perdeu para "Love You I Do" de Dreamgirls.
A música ganhou o Oscar de Melhor Canção Original em 24 de fevereiro de 2008, batendo a música gospel coral "Raise It Up" de August Rush e três músicas do moderno musical da Disney Enchanted. A vitória marcou o quarto ano consecutivo em que a música ganhadora do Oscar não havia sido indicada ao Globo de Ouro de Melhor Canção Original.
Anteriormente, a elegibilidade da música para um Oscar estava em disputa porque havia sido executada e gravada antes do lançamento de Once. A Academia de Artes e Ciências Cinematográficas decidiu, no entanto, que, porque a música havia sido escrita e composta para o filme e porque a exposição pública anterior durante o longo período que o filme levou para produzir era mínima, permaneceu elegível. A Academia decidiu igualmente sobre uma controvérsia semelhante envolvendo o candidato à Melhor Canção Original de 2004 "In the Deep".

## Versões
"Falling Slowly" aparece no álbum original do elenco da adaptação teatral de <i id="mwZg">Once'', realizada por Steve Kazee e Cristin Milioti; este álbum ganhou o Grammy de Melhor Álbum de Teatro Musical.
Foi gravada pelo grupo de synthpop Joy Electric em seu álbum de 2009, Favorites at Play.
Na 8ª temporada do American Idol, Kris Allen executou a música durante uma noite intitulada "Songs from the Cinema".
Derek Webb gravou um cover da música em seu álbum democraticamente selecionado, Democracy, vol. 2).
A música também foi abordada pelo grupo pop ótico Il Divo em seu álbum Wicked Game como uma versão em espanhol, como "Falling Slowly (Te Prometo)".
A canção foi lançada no álbum Voyage do Celtic Thunder em 2012.
Josh Groban gravou em seu álbum de 2013 All That Echoes.
Louise Dearman e Shayne Ward lançaram uma versão em 17 de fevereiro de 2014.
Os australianos Kate Ceberano e David Campbell lançaram uma versão em 17 de dezembro de 2014.
A boy band inglesa Collabro executou a música na edição especial do álbum Stars em 15 de agosto de 2014.
O cantor galês John Owen-Jones apresentou a música em seu álbum mais recente, Rise, lançado em março de 2015.
Em abril de 2015, como um evento promocional único para a produção teatral de Once, em Toronto, a Mirvish Productions convidou guitarristas locais para tocar a música com o elenco. Os produtores previram cerca de cem participantes; no final, 926 guitarristas se apresentaram no evento.
O episódio 29 (segunda temporada) de Last Man on Earth foi intitulado "Falling Slowly", no qual a música foi cantada várias vezes pelos personagens Mike e Tandy, além de ter destaque na trama dos próximos três episódios.
A música foi gravada pela dupla de marido e mulher, os atores Nathan West (que se apresenta com o nome East of Eli) e Chyler Leigh, que lançou a música, com o nome "Westleigh", para o estúdio de produção, o Modern Machine's Soundcloud.
Também foi gravada pelo membro do grupo de K-pop Exo (banda), Park Chanyeol, em sua conta do Instagram algumas vezes.
Na 13ª temporada da The Voice, a música é executada por Addison Agen e Adam Levine.
Durante o The Yogscast 2017, transmissões ao vivo de caridade de Natal, a dupla de marido e mulher Alex e Briony Turner executam a música.
A música está na segunda temporada, episódio 6 de Good Trouble, "Twenty-Fine", dos membros do elenco Emma Hunton e Josh Pence.

## Recepção critica
A resposta a  canção foi geralmente positiva. As performances de "Falling Slowly" de Glen Hansard e Marketa Irglova na tela e no palco surpreenderam tantas pessoas que até Bob Dylan queria que eles fossem seu show de abertura em sua turnê mundial.

## Na cultura popular
Após a apresentação de "Falling Slowly" de Kris Allen no American Idol , a música passou da 33ª música mais popular e baixada no iTunes para a 29° música mais popular e baixada. Embora a aparição de Allen não tenha sido uma das performances favoritas do juiz Randy Jackson do American Idol, ela claramente comoveu o público do estúdio ao vivo diante de quem a parte do programa estava sendo gravada.
Adam Levine e Addison Agen, finalista de 2017 na décima terceira temporada dos EUA, The Voice tocou a música como um dueto na etapa finalista do Top 4 das performances de 2017.
A música foi destaque no programa da Fox, "Last Man on Earth", cantado por Jason Sudekis e Will Forte.